# 3498 Belton
A 3498 Belton (ideiglenes jelöléssel 1981 EG14) a Naprendszer kisbolygóövében található aszteroida. Schelte J. Bus fedezte fel 1981. március 1-jén.